# 比得哥什省

1945-1975年的比得哥什省

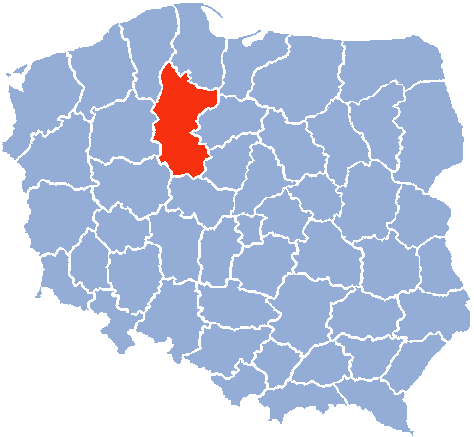
1975-1998年的比得哥什省

比得哥什省（województwo bydgoskie）是波蘭歷史上的一個省，始於1945年。1999年1月1日被併入庫亞維-濱海省。
1965年面積20,794平方公里，人口1,837,100人。1998年面積10,349平方公里。人口1,136,900人。首府比得哥什。